# 扎莫羅琴尼亞
50°18′40″N 27°17′50″E / 50.31111°N 27.29722°E
扎莫羅琴尼亞（烏克蘭語：Заморочення），是烏克蘭的村落，位於該國西部赫梅利尼茨基州，由舍佩蒂夫卡區負責管轄，面積57平方公里，海拔高度240米，2001年人口190，人口密度每平方公里3,333.3人。